# Trichocerapoda insertans
Trichocerapoda insertans är en fjärilsart som beskrevs av Smith 1893. Trichocerapoda insertans ingår i släktet Trichocerapoda och familjen nattflyn. Inga underarter finns listade i Catalogue of Life.